# Sir-Darja
Sir-Darja (kazaški: Сырдария, tadžički: Сирдарё, uzbečki: Sirdaryo, perzijski: سيردريا; Saihun), jedna od većih rijeka u Središnjoj Aziji.
U starom vijeku zvana je  Jaxartes po svom starogrčkom imenu, a koje je izvedeno od staroperzijske riječi – Jahša Arta (Velika biserna), to se odnosilo na boju rijeke. U srednjovjekovnim islamskim spisima rijeka se naziva Saihun (سيحون) – i navodi se kao jedna od četiri rajske rijeke. Obližnja rijeka sličnog naziva Amu-Darja zvana Jaihun, bila je isto je tako rajska rijeka.

## Osobine
Rijeka Sir-Darja nastaje spajanjem rijeka Narin (izvire u središnjem dijelu gorja Tanšan u Kirgistanu) i Kara-Darja (izvire u Ferganskom gorju, Istočni Uzbekistan). Svojom dužinom od 2206 km, od izvora Naryna duga je čak 3078 km, Sir-Darja je najduža rijeka Središnje Azije, ali ima manje vode od Amu-Darje. Korito rijeke se osobito u donjem dijelu nije stalno, već se mijenja stalnim nanosima velike količine blata i razvođenjem vode u brojne kanale za navodnjavanje koji se gube u pješčanom tlu.
Rijeka uglavnom teče prema sjevero-zapadu, prvo teče kroz Fergansku kotlinu, zatim presjeca Ferhatsko gorje, te potom teče istočnim rubom pustinje Kyzylkum te se zatim ulijeva u Aralsko jezero. Rijeka od svog izvora teče kroz države;  Tadžikistan, Uzbekistan i Kazahstan do uvira u Aralsko jezero. Rijeka nosi velike količine naplavina i blata, osobito na ušću u Aralsko jezero (godišnje oko 12 milijuna tona) zbog tog se korito rijeke stalno uzdiže, pa je okolni teren znatno niži. Delta Sir-Darje širi se u jezero brzinom od prosječno 50 metara na godinu. 
Glavni pritoci Sir-Darje su rijeke Kassansaj, Soh, Isfara, Angren, Čirčik i Arys. 
Porječje rijeke obuhvaća 462.000 km². Sir-Darja za razliku od europskih rijeka, najveću količinu vode ima u toplom dijelu godine (najveći dio zime je zamrznuta i bez značajnih dotoka). 
Rijeka je plovna s prekidima od Aralskog jezera do grada Begovata. Na Sir-Darji leže veći gradovi: Begovat, Čardara, Kzil-Orda, Bajkanur, Kazalinsk.
Na rijeci i njezinim pritokama izgrađeno je puno hidrocentrala, najveće su; Farhod (u Uzbekistanu), Qayroqqum (u Tadžikistanu) i Shardara (u Kazastanu) na Sir-Darji i hidroelektrane; Chorwoq na rijeci Čirčik i Uchqŭrghon na rijeci Naryn u Uzbekistanu. Brana Toktogul na rijeci Naryn izgrađena 1970. godine i povećana 1980-ih regulira tijek rijeke.  
Vrlo gust sustav kanala za navodnjavanje proteže se duž čitavog toka rijeke(Veliki ferganski kanal, Veliki adižanski kanal, Sjeverni ferganski kanal i dr.), mnogi od ovih kanala izgrađeni su još u 18. stoljeću u vremenu Kokandskog Kanata. Korištenje voda Sir-Darje bilo je osobito intenzivno za sovjetske ere, naročito za navodnjavanje velikih plantaža pamuka, sve je to dovelo do smanjivanja vode rijeke – tako da za sušnih godina gotovo ništa nije dotjecalo do Aralskog jezera. To je pak uzrokovalo povećanje saliniteta Aralskog jezera (ali i toksičnosti voda), smanjenja jezera i umiranja brojnih životinjskih i biljnih vrsta u Aralskom jezeru i oko njega. 
Više od 2,000.000 hektara zemlje i danas se navodnjava vodama rijeke Sir-Darje i njegovih pritoka.

## Povijest
Sir-Darja je najsjevernija točka dokle je dospjela vojska Aleksandra Makedonskog. Grčki povjesničari zabilježili su da je u regiji rijeke Sir-Darje 329. pr. Kr. osnovano naselje Aleksandrovih vojnika Alexandria Eschate (prevedeno: Posljednja Aleksandrija. Iz ovog naselja izrastao je današnji Hučand u Tadžikistanu. Ipak, vjerojatnije je da je naselje samo preimenovano, i možda povećano na mjestu starijeg naselja Kiropolis, osnovanog od strane perzijskog kralja Kira Velikog.

## Vanjske poveznice
- O Sir-Darji na stranicama Encyclopedia Britannica
- O Sir-Darji na stranicama Livius